# 大弹涂鱼
大弹涂鱼（学名：Boleophthalmus pectinirostris）為鰕虎鱼科大弹涂鱼属的鱼类，俗名花跳（闽南話：hue-thiàu）、花鮡（闽南話：hue-thiâu）、花鱼、星點彈塗魚、阑胡。被選為世界自然基金會的海洋十寶之一。

## 分布
本魚分布于西北太平洋區，包括日本、中國、朝鮮半島等海域，属于沿岸暖温性鱼类。该物种的模式产地在广州。

## 特徵
本魚體延長，眼大突出，腹鰭癒合成吸盤。魚體灰褐色，散布不規則白斑點、黑斑及藍色亮斑，並具5至6條向前斜下的黑褐色橫紋，體長可達20公分。

## 生態
本魚一般栖息于底质为烂泥的低潮区或半咸水的河口滩涂，屬廣鹽性魚類，稍受驚嚇時即迅速跳離，繁殖期時具有領域性，雄魚會有複雜的求愛活動，會築巢護卵及守護幼魚。屬雜食性，以底藻及小型底棲動物為食。

## 經濟利用
為經濟性食用魚，目前已有大量人工繁殖。

## 扩展阅读
維基物種上的相關：大弹涂鱼